# Calamus delessertianus
Calamus delessertianus är en enhjärtbladig växtart som beskrevs av Odoardo Beccari. Calamus delessertianus ingår i släktet Calamus och familjen Arecaceae. Inga underarter finns listade i Catalogue of Life.